# Ferguson (Missouri)
Ferguson è un comune degli Stati Uniti d'America, situato in Missouri, nella contea di St. Louis.
È stata fondata nel 1855, quando William B. Ferguson donò 10 acri di terra alla Wabash Railroad in cambio di un nuovo deposito e dei diritti sul nome. L'insediamento che sorse intorno alla stazione fu chiamato Stazione Ferguson. Ferguson è stata la prima stazione ad essere connessa con St. Louis.
È stata considerata una città a partire dal 1894..
La composizione etnica al censimento del 2010 è di 67,4% di Afro-Americani, 29,3% di Bianchi e 3,3% Altri.
È salita alla ribalta internazionale nel 2014 a seguito della sparatoria che ha causato la morte di Michael Brown e delle successive manifestazioni di protesta contro la polizia.